# Rhytiphora albicollis
Rhytiphora albicollis là một loài bọ cánh cứng trong họ Cerambycidae.